# Gestungshausen
Gestungshausen ist ein Gemeindeteil von Sonnefeld im oberfränkischen Landkreis Coburg.
Das Dorf hat etwa rund 700 Einwohner, eine Wehrkirche, die Matthäuskirche und Reste einer Kirchmauer. Gestungshausen ist der älteste Ort in der Gemeinde Sonnefeld. Die erste urkundliche Erwähnung stammt aus dem Jahre 1122.
Im 19. Jahrhundert wurde Gestungshausen mit dem benachbarten, 2,7 Kilometer entfernten Firmelsdorf vereinigt.
Als 1918 mit dem Ende des Ersten Weltkrieges und der Novemberrevolution die Monarchie in Deutschland abgeschafft wurde, galt das auch für das Herzogtum Sachsen-Coburg und Gotha, dem Gestungshausen angehörte. Zunächst wurde der Ort Teil des Freistaates Coburg. Da der Freistaat aber zu klein war, stand eine Entscheidung bezüglich des Anschlusses an Bayern oder an Thüringen an. In einer Volksbefragung am 30. November 1919 stimmten zwölf Bürger in Gestungshausen-Firmelsdorf für den Beitritt des Freistaates Coburg zum thüringischen Staat und 159 dagegen. Am 1. Juli 1920 folgte dann die Vereinigung des Freistaates Coburg mit Bayern.
Am 1. Juli 1967 wurde Weickenbach nach Gestungshausen eingemeindet.
Die Gebietsreform in Bayern in den 1970er-Jahren zwang die Gemeinde Gestungshausen unter Bürgermeister Heinz Bär dazu, zum 1. Januar 1972 ihre Selbständigkeit aufzugeben. Gestungshausen war zur Eingliederung in den Landkreis Kronach vorgesehen. Durch Abstimmung in Bürgerversammlungen haben sich die Bürger für den Verbleib beim Landkreis Coburg und die Eingemeindung nach Sonnefeld entschieden.
Mit etwa 200 Mitarbeitern (Stand: 2016) stellt das 1892 als Korbwarenproduzent gegründete Familienunternehmen Hartan in Gestungshausen Kinderwagen her.

## Persönlichkeiten
- Werner Krauß (* 23. Juni 1884; † 20. Oktober 1959), Schauspieler
- Kurt Hertha (* 2. Mai 1926; † 8. Juli 2007), Komponist